# HMS Northumberland (1798)
El HMS Northumberland fue un navío de guerra de tercera categoría con 74 cañones de la Royal Navy, construido en los astilleros Barnard en Deptford y botado el 2 de febrero de 1798. Participó en la Batalla de Santo Domingo, donde fue dañado, sufriendo 21 muertos y 74 heridos.
Se destacó por transportar a Napoleón I al exilio en la isla de Santa Elena. Napoleón se había rendido al capitán Frederick Maitland del HMS Bellerophon pero a las autoridades les preocupaba la antigüedad de la nave y temían que no pudiese completar el viaje. Entonces, eligieron al HMS Northumberland.
Después, fue transformado en simple pontón en febrero de 1827, regresando a Deptford para ser desmantelado en 1850.